# Ramón Ferrés
Ramón Ferrés – piłkarz urugwajski, napastnik.
Ferrés w 1945 roku zdobył w lidze urugwajskiej 8 bramek i był w tym sezonie najlepszym strzelcem klubu Defensor Sporting.
Jako piłkarz klubu Defensor był w kadrze reprezentacji podczas turnieju Copa América 1947, gdzie Urugwaj zajął trzecie miejsce. Ferrés nie zagrał w żadnym meczu.